# Theofylactus
Theofylactus var en ärkediakon i kyrkan i Rom under 700-talet, som enligt vissa källor skall ha blivit satt som motpåve mot Paulus I i slutet av april 757.
När påve Stefan II avled 757, valdes hans bror Paulus I till efterträdare, som stödde Pippin den lilles politik. En gruppbildning i kyrkan motsatte sig denna succession, och valde istället ärkediakonen Theofylactus som efterträdare. Sedan Theofylactus givit upp sina anspråk på påvetronen stannade han i kyrkans tjänst, och år 794 var han en av Hadrianus I:s legater vid en synod i Frankfurt.